# جوزيف دبليو. فانس
جوزيف دبليو. فانس (بالإنجليزية: Joseph W. Vance)‏ هو شخصية أعمال أمريكي، ولد في 21 مايو 1841، وتوفي في 14 ديسمبر 1927.